# Liste der denkmalgeschützten Objekte in Lingenau
Die Liste der denkmalgeschützten Objekte in Lingenau enthält die 6 denkmalgeschützten, unbeweglichen Objekte der Gemeinde Lingenau im Bregenzerwald.

## Denkmäler
| Foto |                 | Denkmal                                                                                                | Standort                               | Beschreibung | Metadaten |
| ---- | --------------- | --- | -------------------------------------- | --- | --- |
| ja   | Datei hochladen | Pfarrhof HERIS-ID: 21591 Objekt-ID: 17911                                                              | Hof 19 Standort KG: Lingenau           | | BDA-Hist.: Q37863644 Status: § 2a Stand der BDA-Liste: 2025-06-30 Name: Pfarrhof GstNr.: .2                                                                           |
| ja   | Datei hochladen | ehem. Versorgungsheim Lingenau, Wohnheim der Vorarlberger Lebenshilfe HERIS-ID: 21593 Objekt-ID: 17913 | Hof 225 Standort KG: Lingenau          | Der schmucklose zweigeschoßige Bau mit integrierter Kapelle und Dachreiter ist mit 1869 bezeichnet. Der Altar in der Kapelle stammt aus der Bauzeit; einige Wandbilder sind mit 1905 bezeichnet. | BDA-Hist.: Q37863660 Status: § 2a Stand der BDA-Liste: 2025-06-30 Name: ehem. Versorgungsheim Lingenau, Wohnheim der Vorarlberger Lebenshilfe GstNr.: 95/1            |
| ja   | Datei hochladen | Bauernhaus HERIS-ID: 22675 Objekt-ID: 19010                                                            | Hohl 218 Standort KG: Lingenau         | | BDA-Hist.: Q37871594 Status: Bescheid Stand der BDA-Liste: 2025-06-30 Name: Bauernhaus GstNr.: .101                                                                   |
| ja   | Datei hochladen | Kath. Pfarrkirche hl. Johannes der Täufer HERIS-ID: 21587 Objekt-ID: 17907                             | Hof 19, bei Standort KG: Lingenau      | Die Pfarrkirche von Lingenau wurde in den Jahren 1868 bis 1871 in neuromanischem Stil errichtet, nachdem der Vorgängerbau 1866 durch einen Brand zerstört worden war. 1963 erfolgte eine Neugestaltung des Innenraums. Der einfache Saalbau mit eingezogenem Chor ist nach Osten ausgerichtet und verfügt über einen Turm mit Spitzgiebelhelm. | BDA-Hist.: Q15840299 Status: § 2a Stand der BDA-Liste: 2025-06-30 Name: Kath. Pfarrkirche hl. Johannes der Täufer GstNr.: .1 Pfarrkirche hl. Johannes d.T. (Lingenau) |
| ja   | Datei hochladen | Kapelle hl. Anna auf dem Felde HERIS-ID: 21588 Objekt-ID: 17908                                        | bei St. Anna 239 Standort KG: Lingenau | Die barocke Kapelle hl. Anna auf dem Felde, 1728 geweiht, ist ein zweigeschoßiger Vierapsidenbau mit quadratischem Innenraum. Ihr holzverschindeltes Dach wird von einer Laterne bekrönt. | BDA-Hist.: Q15822755 Status: § 2a Stand der BDA-Liste: 2025-06-30 Name: Kapelle hl. Anna auf dem Felde GstNr.: .45 St.-Anna-Kapelle (Lingenau)                        |
| ja   | Datei hochladen | Straßenbrücke, Gschwendtobel-Brücke HERIS-ID: 21597 Objekt-ID: 17917                                   | Standort KG: Lingenau                  | Die Gschwendtobel-Brücke, eine gedeckte Holzbrücke aus dem Jahre 1830, verbindet die Gemeinden Egg und Lingenau über die Subersach. | BDA-Hist.: Q1426326 Status: § 2a Stand der BDA-Liste: 2025-06-30 Name: Straßenbrücke, Gschwendtobel-Brücke GstNr.: 2480 Gschwendtobel-Brücke                          |